# Galia romană

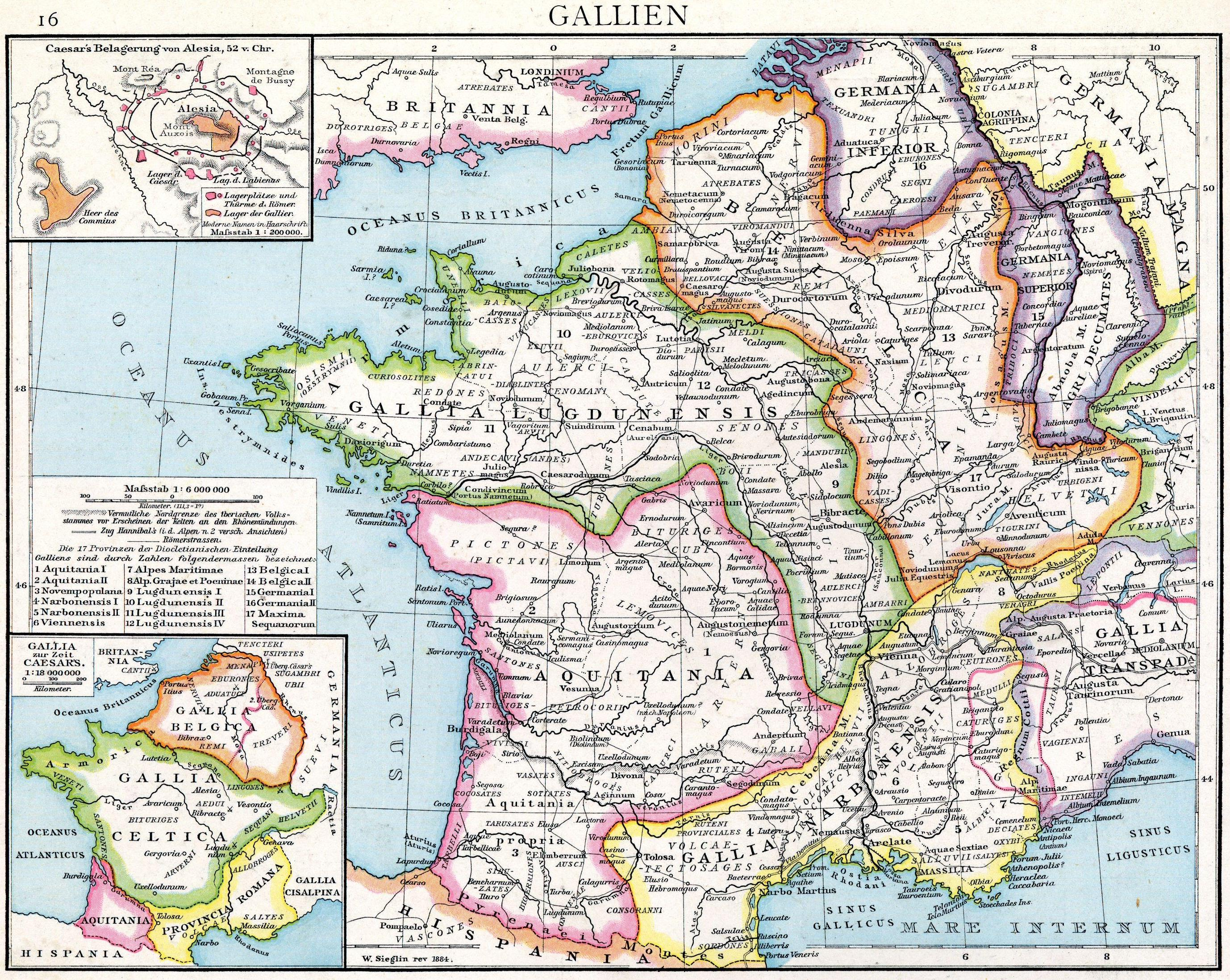
Harta Galiei romane (Atlasul istoric Droysen, 1886).

Galia romană (în latină Gallia romana) este termenul folosit pentru a face referire atât la provinciile romane a căror teritoriu alcătuiseră Galia înainte de cucerirea sa de către Gaius Iulius Cezar, cât și o perioadă din istoria Franței. 
Din punct de vedere geografic, Galia ocupa teritoriile de astăzi a Republicii Franceze, Regatului Belgiei și Marelui Ducat de Luxemburg, alături de părți din Regatul Țărilor de Jos, Republica Federală Germania și Confederația Elvețiană. Principala urbă a Galiei romane a fost Lugdunum, actualul Lyon, care funcționa drept capitala celor trei galii (Gallia Lugdunensis, Gallia Aquitania și Gallia Belgica.